# زمن المكوث
زمن المكوث أو زمن الاستبقاء وهو الفترة الزمنية التي تمضيها عينة من سائل ما داخل مساحة دراسية وعلى سبيل المثال (مفاعل كيميائي، بحيرة، جسم الإنسان)، يتم تحديد وقت المكوث لمجموعة من العينات من حيث تكرار التوزيع لوقت المكوث في المجموعة، والذي يعرف باسم توزيع زمن المكوث (بالإنجليزية: residence time distribution)‏، أو من حيث متوسطه والمعروف باسم متوسط زمن المكوث (بالإنجليزية: mean residence time)‏. يلعب زمن المكوث دورا هاما في الكيمياء وخاصة فيما يتعلق بالعلوم البيئية وعلم الصيدلة.

## تاريخه
نشأ مفهوم زمن المكوث في نماذج من المفاعلات الكيميائية. وكان أول نموذج من هذا القبيل نموذج التشتت المحوري لإرفينغ لانغموير عام 1908. ولم يحظ ذلك النموذج على اهتمام كبير وظل كذلك مدة 45 عاماً؛ تم تطوير نماذج أخرى مثل نموذج مفاعل تدفق المكونات ومفاعل خزان التحريك المستمر، كما تم تقديم مفهوم وظيفة الغسل (التي تمثل الاستجابة لتغيير مفاجئ في المدخلات). وفي عام 1953، قام بيتر دانكويرتس بإحياء نموذج التشتت المحوري وصاغ المفهوم الحديث لزمن المكوث.

## التوزيعات

مساحة دراسية مع معدل تدفق وارد f_{in}, ومعدل تدفق صادر f_{out} ومعدل مخزن m

يُعرف الوقت الذي تمضيه عينة من سائل داخل مساحة دراسية (مثل الخزان) بالعمر. ولكل عينة عمر مختلف بشكل عام.يتم قياس تواتر حدوث العمر {\displaystyle \tau } في مجموعة الجسيمات الموجودة داخل مساحة الدراسية في وقت {\displaystyle t} ما عن طريق التوزيع العمري {\displaystyle I} (الداخلي)
حين مغادرة العينة للمساحة الدراسية، يكون عمرها هو الوقت الإجمالي الذي أمضته العينة داخل مساحة الدراسة، والذي يعرف باسم وقت المكوث. يتم قياس تواتر حدوث العمر {\displaystyle \tau } في مجموعة جميع الجسيمات التي تغادر مساحة الدراسة في وقت محدد عن طريق توزيع وقت المكوث، ويعرف أيضا باسم توزيع عمر الخروج {\displaystyle E}.
ويفترض أن كلا التوزيعان إيجابيان وأن يكون لهما تكامل وحدوي على طول العمر:
{\displaystyle \int _{0}^{\infty }E(\tau ,t)d\tau =\int _{0}^{\infty }I(\tau ,t)d\tau =1}
في حالة التدفق المطرد، يفترض أن تكون التوزيعات مستقلة عن الوقت، أي {\displaystyle \partial _{t}E=\partial _{t}I=0\;\forall t} والتي قد تسمح لإعادة تعريف التوزيعات كوظائف بسيطة من العمر فقط.
إذا كان التدفق ثابتًا (التعميم على التدفق غير الثابت ممكنُ أيضا) وكان مستمرا، فيمكن ارتباط التوزيع العمري للخروج والتوزيع العمري الداخلي واحدًا بالآخر:
{\displaystyle \left.{\begin{aligned}{\frac {\partial I}{\partial t}}={\frac {dm}{dt}}=0&\\f_{\text{in}}=f_{\text{out}}=f&\end{aligned}}\ \right\}\implies fE=-m{\frac {\partial I}{\partial \tau }}}
عادة ما تشير التوزيعات الأخرى غير {\displaystyle E} و {\displaystyle I} إليها. على سبيل المثال، يتم قياس عينة الجسيمات التي تغادر المساحة الدراسية في الوقت {\displaystyle t} مع عمر أكبر أو يساوي {\displaystyle tau} عن طريق وظيفة الغسل {\displaystyle W} وهي مكملة للتوزيعات التراكمية لعمر الخروج.
{\displaystyle W(\tau ,t)=1-\int _{0}^{\tau }E(s,t)ds}

## المعدلات

### متوسط العمر ومتوسط وقت المكوث
متوسط العمر لجميع الجسيمات داخل مساحة الدراسة في الوقت {\displaystyle t} هو أول لحظة من التوزيع العمري:
{\displaystyle \tau _{a}(t)=\int _{0}^{\infty }\tau I(\tau ,t)d\tau }
متوسط زمن المكوث أو متوسط زمن العبور للجسيمات التي تترك مساحة الدراسة في الوقت {\displaystyle t} هو اللحظة الأولى لتوزيع زمن المكوث:
{\displaystyle \tau _{t}(t)=\int _{0}^{\infty }\tau E(\tau ,t)d\tau .}
لمتوسطي قيم المكوث والعبور قيم مختلفة بشكل عام
- {\displaystyle \tau _{a}<\tau _{t}} قد تستغرق الجسيمات بعض الوقت لتبدأ مغادرة المنظومة. ومن الأمثلة على ذلك مياه بحيرة مع مداخل ومخارج على جانبين متقابلين. والتهاطل النووي الذي يحصل بعد اختبار القنبلة النووية حيث تدخل المواد المشعة الغلاف الجوي الطبقي وتترشح وصولا إلى طبقة التروبوسفير.
- {\displaystyle \tau _{a}=\tau _{t}}: تردد الوظائف E و I يضمحل أسيا. يحدث هذا التوزيع كلما كان لجميع الجسيمات احتمال ثابت لكل وحدة وقت مغادرة المنظومة. ومن الأمثلة على ذلك الاضمحلال الإشعاعي والتفاعلات الكيميائية من الدرجة الأولى (حيث يتناسب معدل التفاعل مع كمية المادة النشطة).
- {\displaystyle \tau _{a}>\tau _{t}}: معظم الجسيمات تمر بسرعة، وقد يتم تعليق بعضها. ويمكن أن يحصل هذا عندما يكون المصدر والحوض الرئيسي قريبين جدًا أو متشابهين. على سبيل المثال، يعود معظم بخار الماء المتصاعد القريب من سطح المحيط إلى المحيط، ولكن من المحتمل أن يعود بخار الماء الذي يبتعد بما فيه الكفاية في وقت لاحق على شكل أمطار.

### زمن التحول
إذا كان التدفق ثابتًا ومحافظًا، فإن متوسط زمن المكوث يساوي النسبة بين كمية السوائل الموجودة في مساحة الدراسة ومعدل التدفق من خلالها:
{\displaystyle \left.{\begin{aligned}{\frac {\partial I}{\partial t}}={\frac {dm}{dt}}=0&\\f_{\text{in}}=f_{\text{out}}=f&\end{aligned}}\ \right\}\implies \tau _{t}={\frac {m}{f}}}
وتعرف هذه النسبة باسم زمن التحول أو زمن التنظيف وعند تطبيق زمن التحول على السوائل، فإنه يعرف باسم زمن الاحتفاظ الهيدروليكي (بالإنجليزية: hydraulic retention time)‏ أو زمن الإقامة الهيدروليكية أو زمن الاحتجاز الهيدروليكي. في مجال الهندسة الكيميائية يعرف هذا أيضا باسم مساحة الفضاء.
لاحظ أن زمن الإقامة لتجميعة معينة في خليط يساوي زمن التحول (زمن المركب، وكذلك زمن الخليط) فقط إذا لم يشارك المركب في أي تفاعل كيميائي (وإلا فسيكون تدفقه غير محافظٍ) وتوزيعه منتظماً.
على الرغم من أن التكافؤ بين زمن الإقامة والنسبة {\displaystyle m/f} لا يصمد إذا لم يكن التدفق ثابتًا أو لم يكن مستمراً، إلا أنه يحتوي على «متوسط» إذا كان التدفق ثابتًا ومحافظًا «بشكل متوسط»، وليس بالضرورة في أي لحظة.

## نماذج تدفق بسيطة
معادلات التصميم هي معادلات تربط وقت الفضاء بالتحويل الكسري والخصائص الأخرى للمفاعل. وتم اشتقاق معدلات تصميم مختلفة لأنواع عديدة من المفاعلات. واعتمادا على المفاعل شابهت المعادلة بشكل أكثر أو اقل بقليل تلك التي تصف متوسط زمن الإقامة. وكثيرا ً ما تستخدم معادلات التصميم لتقليل حجم المفاعل أو معدل التدفق الحجمي اللازم لتشغيل المفاعل.

### مفاعل تدفق المكونات
في نموذج مفاعل تدفق المكونات (بالإنجليزية: Plug flow reactor)‏ المثالي تغادر جزيئات السوائل بنفس الترتيب الذي وصلت به، ولا تختلط مع تلك الموجودة في الأمام والخلف. ولذلك، فإن الجسيمات التي تدخل في الوقت t وستخرج في الوقت t + T، وكلها استغرقت وقتا T داخل المفاعل. سيكون توزيع زمن الإقامة حينئذ هو وظيفة دالة ديراك متأخرة من T:
{\displaystyle E(\tau )=\delta (\tau -T)\,}
المتوسط هو T والفرق هو صفر. ينحرف توزيع زمن الإقامة للمفاعل الحقيقي عن المفاعل المثالي، تبعاً للديناميكية المائية داخل الوعاء. كما يشير التباين غير الصفري إلى وجود بعض التشتت على طول مسار السائل، والذي يمكن أن يعزى إلى الاضطراب، أو السرعة غير الموحدة، أو الانتشار. إذا كان متوسط التوزيع مبكرا أكثر من الوقت المتوقع T فإن ذلك يشير إلى أن هنالك سائلُ راكدُ داخل الوعاء. إذا كان منحنى توزيع زمن الإقامة يظهر أكثر من ذروة رئيسية واحدة فقد يشير ذلك إلى وجود توجيه أو مسارات متوازية للخروج أو حتى دوران داخلي قوي.
في مفاعلات تدفق المكونات، تدخل المواد المتفاعلة من نهاية واحدة، وتتفاعل أثناء حركتها إلى أسفل المفاعل، وبالتالي فإن معدل التفاعل يعتمد على التركيزات التي تختلف على طول المفاعل، والتي تتطلب عكس معدل التفاعل لتكون متكاملة على التحويل الكسري.
{\displaystyle \tau =C_{AO}\int {\frac {1}{(-r_{A})}}\,df_{A}}

### المفاعل الدفعي
المفاعلات الدفعية هي المفاعلات التي يتم فيها وضع المواد المتفاعلة داخل المفاعل في الوقت 0 وتتفاعل حتى يتم إيقاف التفاعل. وبالتالي، فإن زمن المكان هو نفس متوسط زمن الإقامة في المفاعل الدفعي.
{\displaystyle \tau =N_{AO}\int {\frac {1}{(-r_{A})V_{R}}}\,df_{A}}

### مفاعل خزان التحريك المستمر
في مفاعل خزان التحريك المستمر المثالي، يتم خلط التدفق الداخل بشكل فوري وتام في الجزء الأكبر من المفاعل. وتكون تراكيب المفاعل السائل الخارج تراكيب متطابقة ومتجانسة في جميع الأوقات. ويكون توزيع زمن الإقامة أسيا:
{\displaystyle E(\tau )={\frac {1}{T}}\exp \left({\frac {-\tau }{T}}\right).}
المتوسط هو T والفرق يساوي 1. وهناك فرق ملحوظ في مفاعل تدفق المكونات هو أن المواد التي أدخلت في في هذه المنظومة لن تغادرها بشكل كلي.
يستحيل الحصول على مثل هذا الاختلاط السريع على أرض الواقع، وخاصة على النطاقات الصناعية حيث قد يتراوح حجم أوعية المفاعلات بين متر وآلاف الأمتار المكعبة، وبذلك فإن توزيع زمن المكوث لمفاعل حقيقي ينحرف عن الاضمحلال الأسي المثالي. على سبيل المثال، سيكون هناك بعض التأخير المحدود قبل أن يصل E إلى قيمته القصوى وسيعكس طول التأخير معدل الانتقال الجماعي داخل المفاعل، وكما لوحظ بالنسبة لمفاعل تدفق المكونات، فإن المتوسط المبكر سيشير إلى بعض السوائل الراكدة داخل الوعاء، في حين أن وجود قمم متعددة يمكن أن يشير إلى توجيه، ومسارات متوازية للخروج، أو دوران داخلي قوي.
ومن ثم فإن توزيع زمن المكوث لمفاعل حقيقي ينحرف عن الاضمحلال الأسي المثالي. وسيظهر السائل ذو الدائرة القصيرة (في الدائرة القصيرة، السائل المدخل يأخذ طريقا مختصرا إلى المنفذ، دون أن يخضع للتحويل في الجزء الأكبر من المفاعل) داخل المفاعل في منحنى توزيع زمن المكوث على شكل نبضة صغيرة من المقتفي المركز والتي ستصل إلى المنفذ بعد وقت قصير من حقنها.
تدخل المواد المتفاعلة باستمرار وتغادر الخزان حيث يتم خلطها. وبالتالي، يستمر التفاعل بمعدل يعتمد على تراكيز المواد الخارجة
{\displaystyle \tau ={\frac {C_{Ain}-C_{Aout}}{(-r_{A})}}\ }

### مفاعل التدفق الصفيحي
في مفاعلات التدفق الصفيحي يتدفق السائل من خلال أنبوب طويل أو مفاعل لوحة متوازية ويكون التدفق في طبقات موازية لجدران الأنبوب. سرعة التدفق هي دالة مكافئة لنصف قطر. في غياب الانتشار الجزيئي يكون متوسط زمن المكوث هو:
{\displaystyle E(\tau )={\begin{cases}0&\tau \leq T/2\\{\dfrac {T^{2}}{2\tau ^{3}}}&\tau >T/2.\end{cases}}}
في حال مفاعل حقيقي سيتولى الانتشار مهمة مزج الطبقات، بحيث يصبح ذيل توزيع زمن المكوث أسيًا والفروقات محدودة، ولكن يمكن أن يكن تباين مفاعلات التدفق الصفيحي أكبر من 1، وهو الحد الأقصى لمفاعلات خزان التحريك المستمر.

### مفاعلات إعادة التدوير
مفاعلات إعادة التدوير في الحقيقة هي مفاعلات تدفق المكونات مضاف إليها حلقة إعادة تدوير. وبالتالي، فإنها تتصرف كهجين بين مفاعلات تدفق المكونات ومفاعلان خزان التحريك المستمر.
{\displaystyle \tau =C_{AO}(R+1)\int {\frac {1}{(-r_{A})}}\,df_{A}}
في كل هذه المعادلات:{\displaystyle -r_{A}} هو معدل استهلاك A، وهو متفاعل. ويساوي تعبير معدل A الذي يتشارك فيه. غالبًا ما يرتبط تعبير المعدل بالتحويل الكسري من خلال استهلاك A ومن خلال أي تغييرات في k عبر درجة الحرارة التي تعتمد على التحويل.

### ردود فعل الأحجام المتغيرة
في بعض ردود الفعل يكون للمتفاعلات والمخرجات عنها كثافات مختلفة بشكل كبير. وبالتالي، يتغير حجم رد الفعل حسب مضي رد الفعل. يضيف هذا الحجم المتغير مصطلحات إلى معادلات التصميم. أخذا بعين الاعتبار هذا التغيير في الحجم، ويصبح الحجم ردّ الفعل:
{\displaystyle V_{R}=V_{Rinitial}(1-\delta _{A}f_{A})}
تؤدي إضافته إلى معادلات التصميم إلى المعادلات التالية:

#### المفاعل الدفعي
{\displaystyle \tau =N_{AO}\int {\frac {1}{(-r_{A})V_{R}(1-\delta _{A}f_{A})}}\,df_{A}}

#### مفاعلات تدفق المكونات
{\displaystyle \tau =C_{AO}\int {\frac {1}{(-r_{A})(1-\delta _{A}f_{A})}}\,df_{A}}

#### مفاعلات خزانات التحريك المستمر
{\displaystyle \tau ={\frac {C_{Ain}-C_{Aout}}{(-r_{AF})(1-\delta _{A}f_{A})}}\ }
عموما، عندما تحدث ردود الفعل في المرحلتين السائلة والصلبة تغيرات في الحجم بسبب رد الفعل، وهذه التغيرات ليست كبيرة بما يكفي لتؤخذ بعين الاعتبار. ردود الفعل في مرحلة الغاز غالبا ما يكون لها تغييرات كبيرة في الحجم وفي هذه الحالات ينبغي أن تستخدم هذه المعادلات المعدلة.

## تحديد توزيع زمن المكوث تجريبيا
يتم قياس توزيع زمن المكوث عن طريق حقن سائل متعقب غير تفاعلي إلى المنظومة في نقطة الدخول.يتم تغيير تركيز المدخلات وفقا لوظيفة معروفة كما يتم احتساب تركيز المخرجات. ينبغي على السائل المتعقب عدم تعديل الخصائص الفيزيائية للسائل (كثافة متساوية، لزوجة متساوية) أو الظروف الهيدروديناميكية وينبغي أن يكون من السهل الكشف عنها.
بشكل عام، سيكون التغيير في تركيز سائل التعقب عبارة عن نبضة أو خطوة. هناك وظائف أخرى ممكنة، ولكنها تتطلب المزيد من العمليات الحسابية لفك ارتباط منحنى توزيعات زمن المكوث.

### تجارب النبض
تطلبت هذه الطريقة إدخال حجم صغير جدًا من سائل التعقب المركز إلى مدخل المفاعل، بحيث يقترب من وظيفة دلتا ديراك على الرغم من أنه لا يمكن إنتاج حقنة قصيرة، إلا أنه يمكن جعلها أصغر بكثير من متوسط زمن المكوث للوعاء. إذا كانت كتلة من المتعقب {\displaystyle M} يتم إدخالها في وعاء من حجم {\displaystyle V} ووقت مكوث متوقع {\displaystyle \tau }، فإن المنحنى الناتج عن {\displaystyle C(t)} يمكن تحويله إلى منحنى توزيع زمن المكوث بدون أبعاد من خلال العلاقة التالية:
{\displaystyle E(t)={\frac {C(t)}{\int _{0}^{\infty }C(t)\ dt}}}

### تجارب الخطوات
تغير تركيز سائل التعقب في تجربة الخطوة على مدخل المفاعل فجأة من 0 إلى {\displaystyle C_{0}}. يتم قياس تركيز السائل المتعقب في المنفذ وتطبيعه إلى التركيز {\displaystyle C_{0}} للحصول على منحنى بدون ابعاد {\displaystyle F(t)} الذي يذهب من 0 إلى 1:
{\displaystyle F(t)={\frac {C(t)}{C_{0}}}}.
وترتبط استجابات المفاعل بالخطوة والنبضات بما يلي:
{\displaystyle F(t)=\int _{0}^{t}E(t')\,dt'\qquad E(t)={\frac {dF(t)}{dt}}}
غالبًا ما يكون تنفيذ تجربة الخطوة أسهل من تجربة النبض، ولكنها تميل إلى إخفاء بعض التفاصيل التي يمكن أن تظهرها استجابة النبض. من السهل دمج استجابة تجربة النبض عددياً للحصول على تقدير عالي الجودة لاستجابة الخطوة ولكن العكس غير صحيح لأن أي تشويش في قياس التركيز سيتم تضخيمه عن طريق التمايز الرقمي.